# 東京城駅 (黒竜江省)
東京城駅（とんきんじょうえき）とは、黒竜江省牡丹江市寧安市東京城鎮に位置する密東線の駅。三等駅。

「東京城」の読み方であるがかつての満洲国の時代に日本語で、「とんきんじょう」と呼ばれていた経緯から、便宜的にこの読み方を使用させてもらう。

## 歴史
- 1935年：満洲国鉄の駅として開業。

## 参考資料
1. ↑   http://kitabatake.world.coocan.jp/mansyu3.11.html#図佳線